# Deutsche Schwimmmeisterschaften 1910
Die 27. Deutschen Meisterschaften im Schwimmen fanden am 14. und 15. August 1910 in Dresden statt. Es wurde eine Strecke von 100 m sowie 1500 m geschwommen und der Mehrkampf ausgetragen, welche aus Tauchen, Springen und 100 m Schwimmen bestand. Zudem fanden Vorläufe (ohne Meisterschaft) in Tauchen, 100 m Rücken, 400 m Brust, 300 m Seite, 3 × 100 m Brust und 3 × 200 m Freistil der Männer statt. Die Staffelsieger erhielten einen „Weltausstellungspreis“. 100 m Freistil der Frauen fand ohne Meisterschaft, sondern als Vorläufer statt.
| Disziplin       | Name                | Verein              | Zeit        | Punkte |
| --------------- | ------------------- | ------------------- | ----------- | ------ |
| 100 m Freistil  | Kurt Bretting       | SC Hellas Magdeburg | 1:12,0 min  | –      |
| 1500 m Freistil | Béla von Las-Torres | Magyar AC Budapest  | 24:04,0 min | –      |
| Mehrkampf       | Hans Luber          | SV München 1899     | –           | 59,00  |